# Oliver Cowdery
Oliver Cowdery (Wells, Vermont, 3 de outubro de 1806 — Richmond, Missouri, 3 de março de 1850) foi um religioso estadunidense do século XIX, um dos primeiros participantes do Movimento dos Santos dos Últimos Dias, escrivão durante a tradução do Livro de Mórmon e uma das três testemunhas do Livro de Mórmon.